# Anoxia naviauxi
Anoxia naviauxi är en skalbaggsart som beskrevs av Baraud 1990. Anoxia naviauxi ingår i släktet Anoxia och familjen Melolonthidae. Inga underarter finns listade i Catalogue of Life.